# Штайнц (судебный округ)
Судебный округ Штайнц — бывший судебный округ в Австрии, в федеральной земле Штирия.
До 30 июня 2014 года округ включал в себя территориальную юрисдикцию в районном суде Штайнц и подчинялся вышестоящему государственному суду компетентной юрисдикции федеральной земли Штирия — земельному суду в Граце. Он охватывал северную часть политического округа Дойчландсберг и 1 июля 2014 года в результате реорганизации был расформирован с присоединением к судебному округу Дойчландсберг.

## История
В 1849 году было обнародовано решение Государственной судебной комиссии о создании судебного округа Штайнц. Округ первоначально включал в себя 38 общин (приходов): Blumegg, Breitenbach, Ettendorf, Gams, Gamsgebirg, Gersdorf, Gießenberg, Grafendorf, Graggerer, Graschuh, Greisdorf, Gundersdorf, Herbersdorf, Kothvogel, Lannach, Lasselsdorf, Mettersdorf, Neudorf, Neurath, Niedergams, Pichling, Pirkhof, Raßach, Roßegg, Sierling, St. Josef, St. Stefan, Stainz, Stallhof, Teipel, Tobisegg, Trog, Vochera, Wald, Wetzelsdorf, Wieselsdorf, Wildbach и Zirknitz.
По данным переписи 1846 года территория округа составляла 239,35 км², население — 14 414 чел. Плотность населения — 60 чел./км²; землеобеспеченность с учётом внутренних вод — 16 605 м²/чел.
Судебный округ Штайнц сформирован в 1868 году при разделении политической и судебной власти и вместе с судебными округами Айбисвальд и Дойч-Ландсберг вошёл в состав политического округа Дойч-Ландсберг.
С 1 января 1889 года политическая община Вильдбах (Штирия) (нем. Wildbach) была выведена из под юрисдикции районного суда Штайнц и передана в состав судебного округа Дойчландсберг.
По данным «Географического справочника Штирии» на 2014 год население составляло 16 929 чел.
Округ Штайнц был упразднён 1 июля 2014 года и включен в территориальную юрисдикцию судебного округа Дойчландсберг.
Официальный кодовый номер — 6033.

## Состав судебного округа
Судебный округ на момент его ликвидации состоял из 12 политических общин: Бад-Гамс, Георгсберг, Грайсдорф, Гундерсдорф, Ланнах, Мархоф, Рассах, Санкт-Йозеф, Санкт-Штефан-об-Штайнц, Штайнц, Штайнцталь и Шталльхоф, расположенных в северной части политического округа Дойчландсберг.
В результате структурной реформы в Штирии с 1 января 2015 года количество политических общин в упразднённом судебном округе Штайнц сократилось до четырёх: Ланнах, Санкт-Йозеф, Санкт-Штефан-об-Штайнц и Штайнц.